# Red Stripe

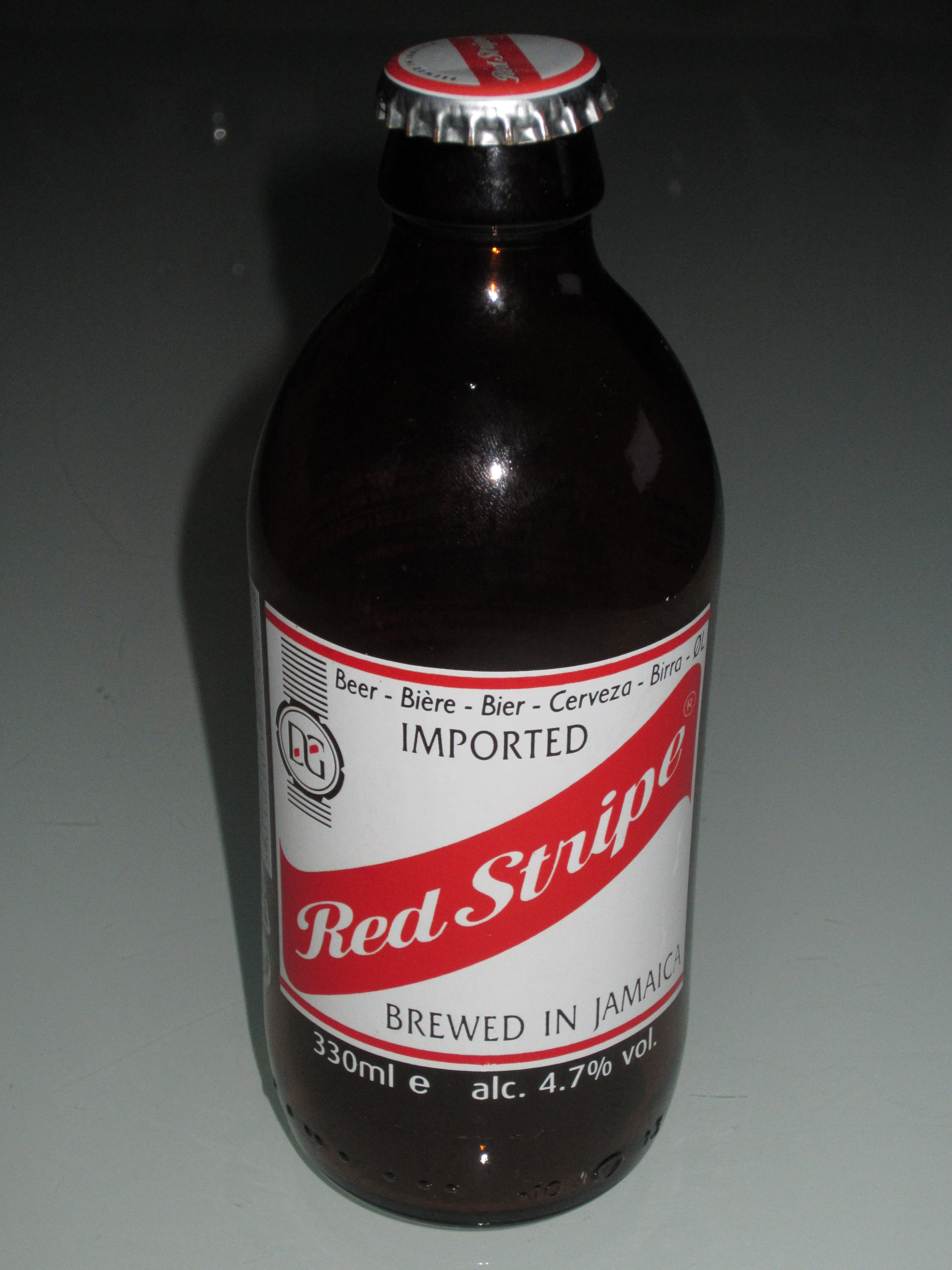
Une bouteille de 330 ml de Red Stripe.

La Red Stripe est une bière blonde légère produite essentiellement à Kingston, en Jamaïque. Elle titre à 4,7 % volume alcoolique. 

## Historique
Une première bière s’appelant Red Stripe est fabriquée dans l’Illinois depuis 1886, dans une brasserie intitulée  Galena Brewery. Elle devient la boisson la plus vendue de cette brasserie qui ferme en 1920 à la suite de la prohibition et rouvre en 1933. En 1935, son propriétaire dépose la marque mais fait faillite un an plus tard.
En 1918, deux hommes d'affaires britanniques travaillant en Jamaïque, Thomas Geddes et Eugene Desnoes, créent la société Desnoes & Geddes. Ils démarrent la production et la commercialisation de différents produits : vins, liqueur, parfum, etc.. En 1928, ils ouvrent une brasserie et lancent plusieurs styles de bière sous l'étiquette Red Stripe. La publicité de l'époque montre que les 'bières Red Stripe comprennent une gamme large de produits : des bières de fermentation haute, des bières de fermentation basse, des stouts, etc. Les bières Red Stripe deviennent là encore, rapidement, les produits les plus vendus  de cette entreprise, même si les recettes varient au cours du temps, s’adaptant à l’évolution des goûts. Ainsi en 1938, le fils du fondateur, Paul Geddes, qui a repris l’activité, modifie la recette de la Red Stripe et lance la lager Red Stripe, qui reste depuis la plus connue de cette marque. Il n’y a pas de lien clairement établi entre la bière d’origine jamaïcaine et la bière de l’Illinois, mais  les étiquettes se ressemblent, avec en particulier la marque Red Stripe en diagonale (pouvant laisser supposer un rachat de la marque).
Au fil des décennies, les actionnaires de la société Desnoes & Geddes évoluent, avec l’entrée dans le capital de  Desnoes & Geddes, de Guinness, qui, après une fusion, devient Diageo en 1997. Diageo vend ensuite à la fin de 2015 ses activités brassicoles en Jamaïque, en Malaisie et à Singapour à son rival brassicole néerlandais Heineken. C’est ainsi que Heineken acquiert sa participation de 57,9 % dans le brasseur jamaïcain, Desnoes & Geddes, et prend le contrôle de la marque Red Stripe,. La production est faite aux États-Unis pour la consommation américaine, sur la même recette, mais la société jamaïcaine Desnoes & Geddes Ltd. continue de produire la Red Stripe pour la Jamaïque, le Brésil, le Canada et l'Europe (une production est faite également aux Pays-Bas). Red Stripe est l’une des marques poussées en France en 2017 par Heineken pour répondre à un attrait des consommateurs, sur ce marché de la bière, pour de nouvelles saveurs et contrer partiellement la montée des microbrasseries.

## Mode de publicité
La marque Red Stripe est utilisée en particulier pour sponsoriser des événements musicaux ou des équipes sportives ( liées notamment à la Jamaïque, ou aux États-Unis). 
Mais elle a également eu recours à du « product placement » dans des films  à Hollywood, cette méthode consistant à introduire des messages publicitaires plus ou moins discrets au fil d’un scénario et à mettre au minimum bien en vue la marque, contre différentes formes de rémunération ou de prise en charge de frais. La notoriété de cette bière aurait ainsi bien profité  sur le marché américain de son apparition dans un film de Sydney Pollack,  The Firm, avec Tom Cruise.